# Izuhakone Tetsudō
Die Izuhakone Tetsudō (jap. 伊豆箱根鉄道, Izuhakone Tetsudō Kabushiki-gaisha, engl. Izuhakone Railway Co.) ist eine japanische Bahngesellschaft. Das Unternehmen mit Sitz in Mishima (Präfektur Shizuoka) ist ein Teil der Seibu Group. Es betreibt zwei Bahnlinien und eine Standseilbahn; außerdem ist es im Schiffs- und Busverkehr sowie im Tourismus tätig. Die Tätigkeiten konzentrieren sich auf das Gebiet um Hakone und die Izu-Halbinsel.

## Geschichte

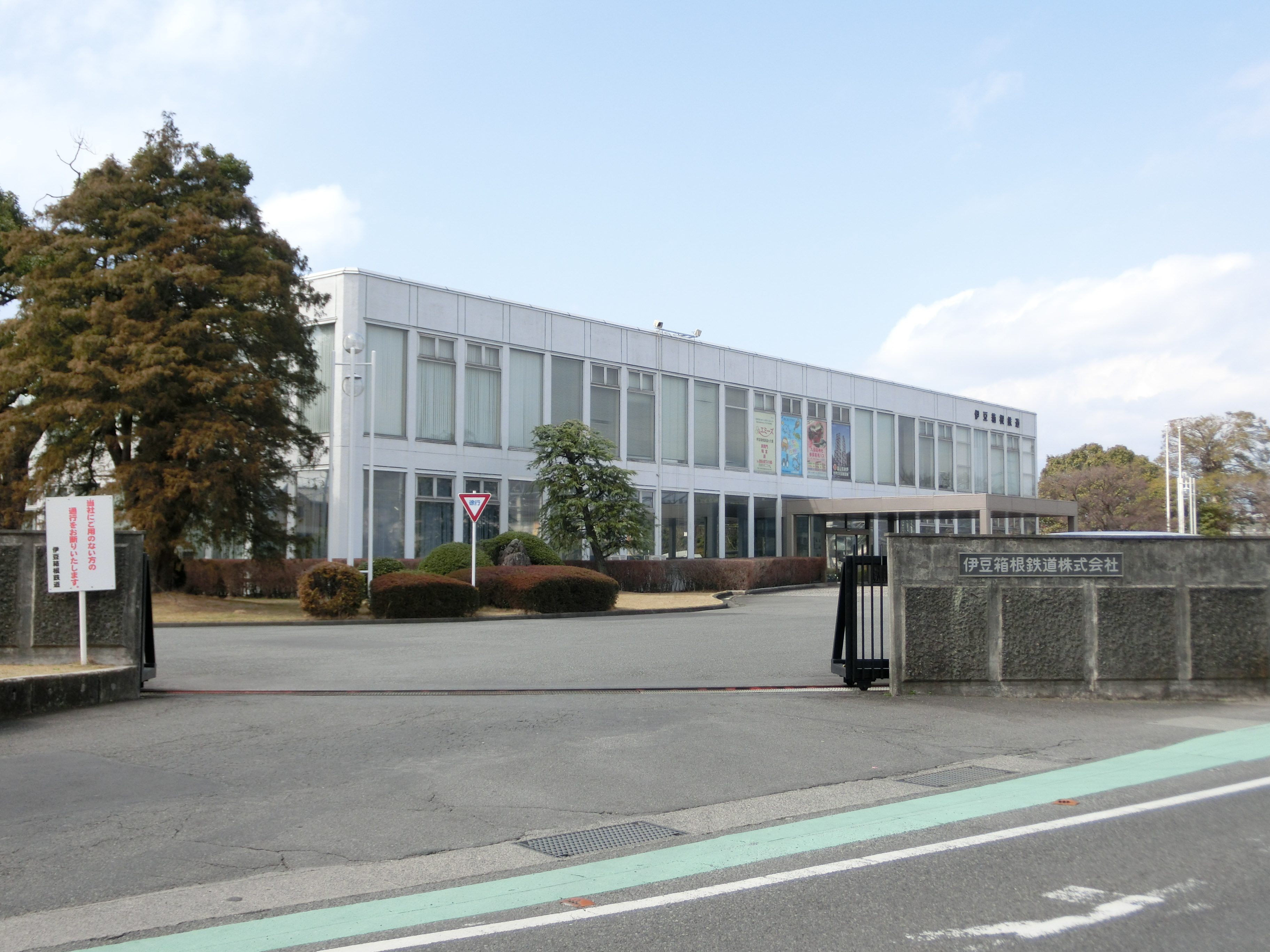
Hauptsitz in Mishima

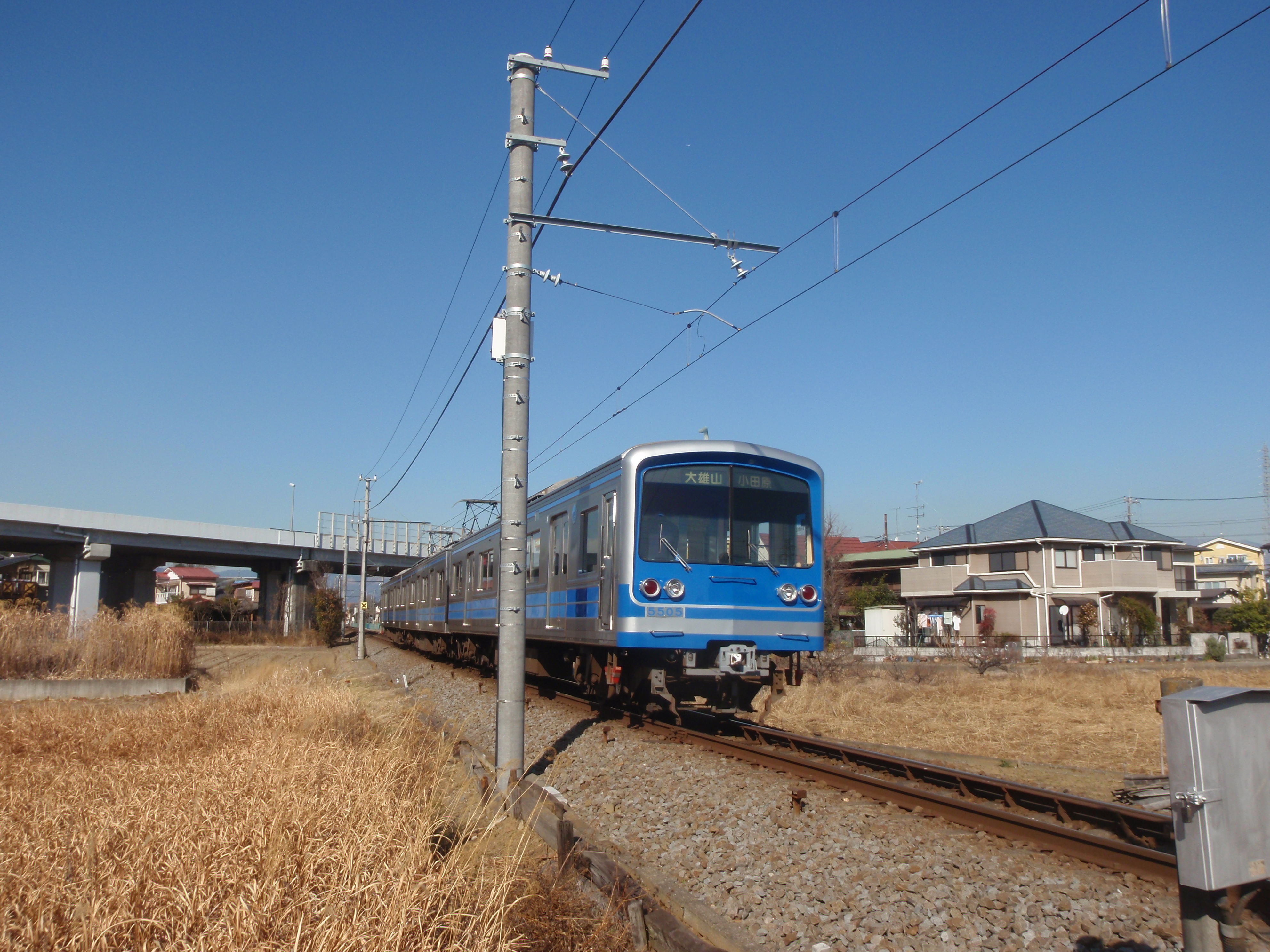
Triebwagen der Daiyūzan-Linie

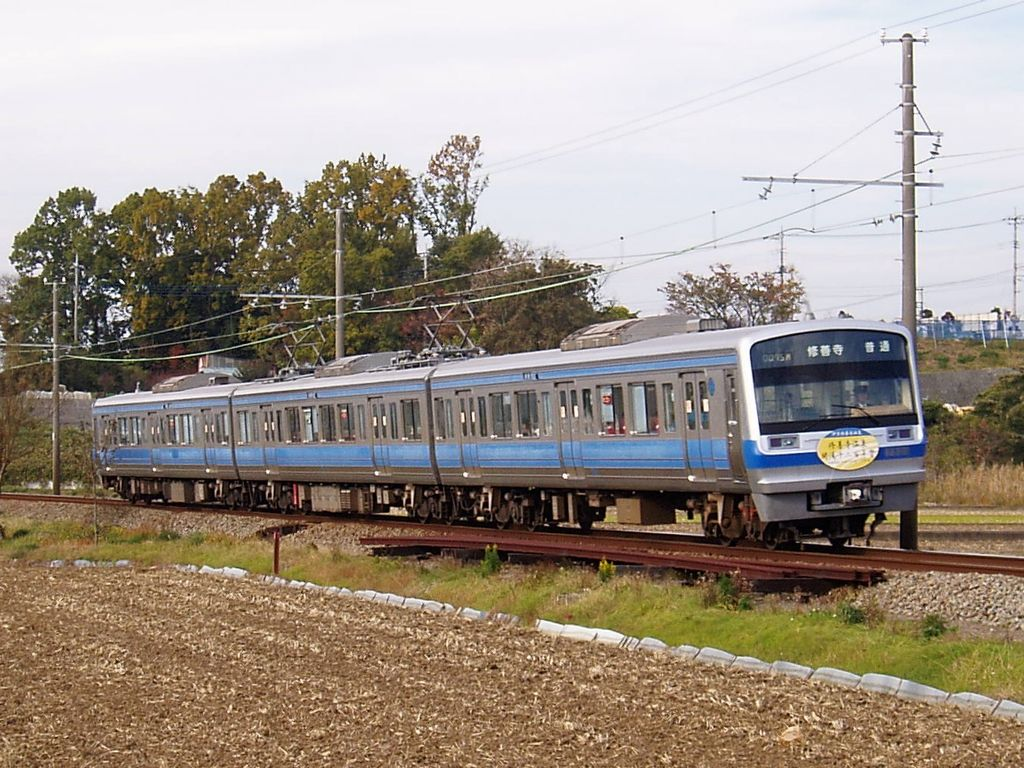
Triebwagen der Sunzu-Linie

Erste Vorgängerin der Izuhakone Tetsudō war die 1893 gegründete Zusō Tetsudō (豆相鉄道, etwa „Izu-Sagami-Eisenbahn“, Zu(-shū) und Sō(-shū) sind die sinojapanischen Namen der Provinzen Izu und Sagami), die 1898 den ersten Abschnitt der Sunzu-Linie eröffnete. Sie ging am 19. Juli 1907 in den Besitz der Izu Tetsudō (伊豆鉄道) über, die ihrerseits am 1. April 1912 in der Sunzu Denki Tetsudō (駿豆電気鉄道) aufging. Diese Gesellschaft fusionierte am 5. Oktober 1916 mit der Fuji-Elektrizitätsgesellschaft, die zwei Tage später die Bahnstrecke in die Tochtergesellschaft Sunzu Tetsudō (駿豆鉄道, „Suruga-Izu-Eisenbahn“) ausgliederte. Als zweite Vorgängergesellschaft entstand am 2. Juni 1922 die Daiyūzan Tetsudō (大雄山鉄道); sie eröffnete drei Jahre später die Daiyūzan-Linie. Nachdem die Sunzu Tetsudō am 6. April 1938 mit dem Tourismusunternehmen Hakone Yūsen fusioniert hatte, folgte am 23. August 1941 die Übernahme der Daiyūzan Tetsudō.
1948 erwarb die Sunzu Tetsudō von Nissan die bisher ungenutzte Konzession für den Bau der Gakunan-Linie in der heutigen Stadt Fuji. Sie stellte die unvollendete Strecke fertig und eröffnete sie am 18. November 1949. Doch nach nur neun Jahren, am 1. Juni 1957, wurde die Gakunan-Linie an das Verkehrsunternehmen Fuji Kyūkō weiterverkauft. Am selben Tag benannte sich Sunzu Tetsudō in Izuhakone Tetsudō („Izu-Hakone-Eisenbahn“) um, ab 1961 war das Unternehmen an der Tokioter Börse gelistet. Die weitere Expansion erfolgte vor allem im touristischen Bereich. Aufgrund wirtschaftlicher Probleme wurden die Aktien per Ende 2004 von der Börse genommen. Am 1. April 2005 endete die Eigenständigkeit der Izuhakone Tetsudō und das Unternehmen ging in der Seibu Group auf, zu der unterem die Bahngesellschaft Seibu Tetsudō im Großraum Tokio gehört. Die neue Besitzerin führte den bereits eingeschlagenen Konsolidierungsprozess fort und trennte sich von verschiedenen Geschäftsbereichen.

## Bahnverkehr
Die Izuhakone Tetsudō betreibt folgende nicht miteinander verbundene Eisenbahnlinien:
| Name der Linie | Strecke            | Länge   |
| -------------- | ------------------ | ------- |
| Daiyūzan-Linie | Odawara – Daiyūzan | 09,6 km |
| Sunzu-Linie    | Mishima – Shuzenji | 19,8 km |

Außerdem betrieb sie bis Februar 2022 die Jukkokutōge-Standseilbahn in der Nähe von Atami. Die Hakone-Komagatake-Seilbahn wurde am 1. Februar 2016 an die Prince Hotels übertragen, die ebenfalls zur Seibu Group gehören.
Nicht mehr in Betrieb sind folgende Bahnen:
- Straßenbahn Numazu zwischen Numazu und Mishima (1963 stillgelegt)
- Yugawara-Luftseilbahn (1977 stillgelegt)
- Hakone-Komagatake-Standseilbahn (2005 stillgelegt)

## Schiffsverkehr

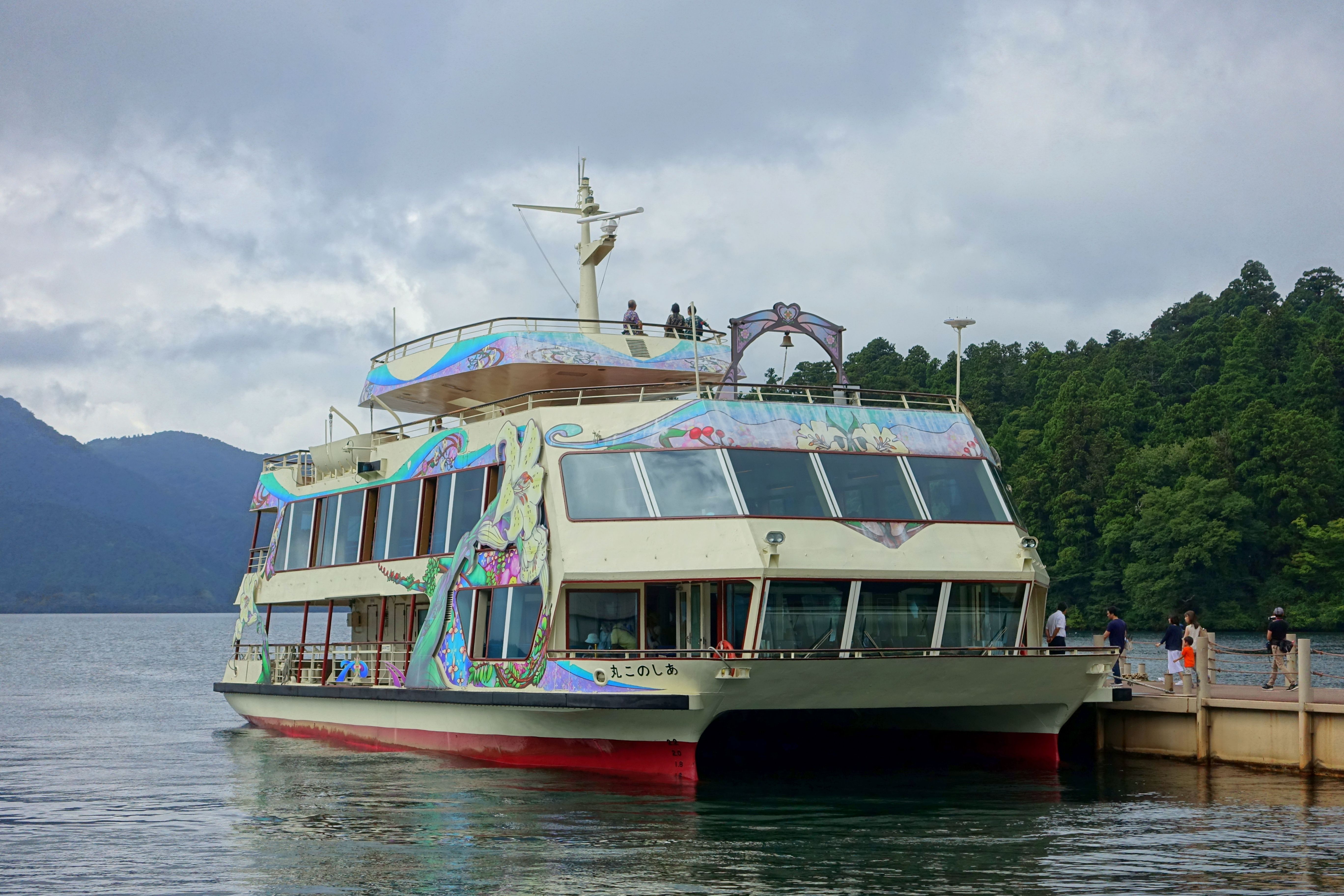
Ausflugsschiff auf dem Ashi-See

Auf dem Ashi-See, dem Kratersee in der Caldera des Hakone-Vulkans, betreibt Izuhakone Tetsudō einen Ausflugsschiffsverkehr, der vier Anlegestellen bedient. Eingesetzt werden drei Katamarane, die jeweils Platz für 700 Personen bieten, und ein weiterer Katamaran für 250 Personen.
Die Izuhakone Tetsudō betrieb in der Vergangenheit mehrere Schifffahrtslinien, die von Numazu aus in der Suruga-Bucht und von Atami aus in der Sagami-Bucht verkehrten. Diese wurden bis 2003 eingestellt oder an andere Unternehmen verkauft. Ausflugsschiffe von Izuhakone Tetsudō verkehrten von 1970 bis 2009 auch auf dem Hamana-See.
Darüber hinaus war die Izuhakone Tetsudō auch Besitzerin des Kreuzfahrtschiffs Stella Polaris. Es war 1927 in Schweden gebaut worden und ab 1970 dauerhaft im Hafen von Numazu verankert. Bis 1999 diente es als schwimmendes Hotel „Scandinavia“, bis 2005 auch als Restaurant. Nachdem es weiterverkauft worden war, sollte das Schiff zu einer chinesischen Werft fahren, um repariert zu werden. Auf dem Weg dorthin sank es am 2. September 2006 wenige Kilometer vor Wakayama.

## Weitere Geschäftszweige

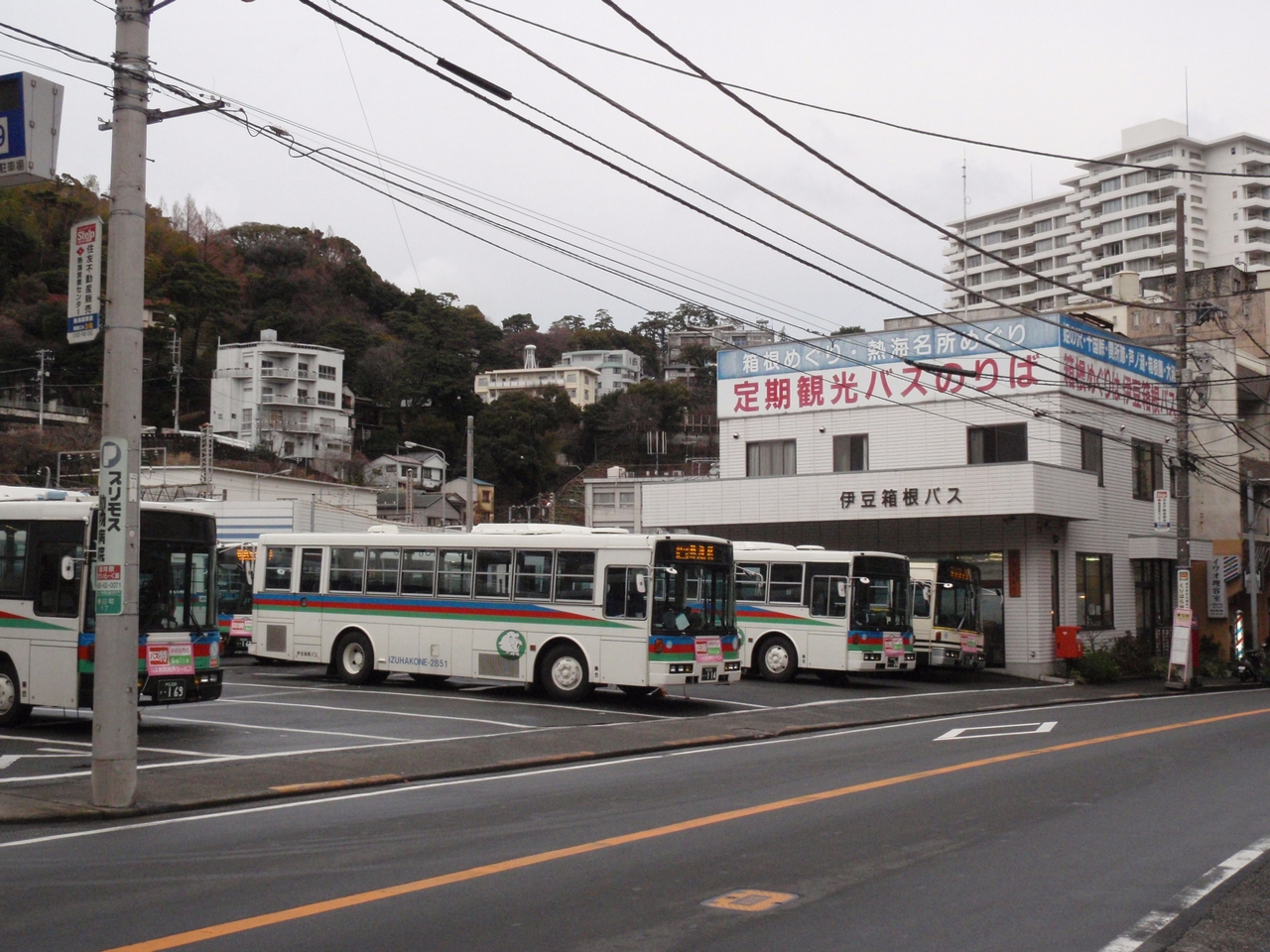
Busdepot in Atami

- Izu Mito Sea Paradise (Großaquarium und Delfinarium in Numazu)
- Unterhalt und Betrieb von zwei mautpflichtigen Straßen am Vulkan Hakone
- Izuhakone Bus (Linien- und Reisebusverkehr in Mishima, Numazu, Odawara und Umgebung)
- Taxibetrieb